# Konstanty Gaszyński

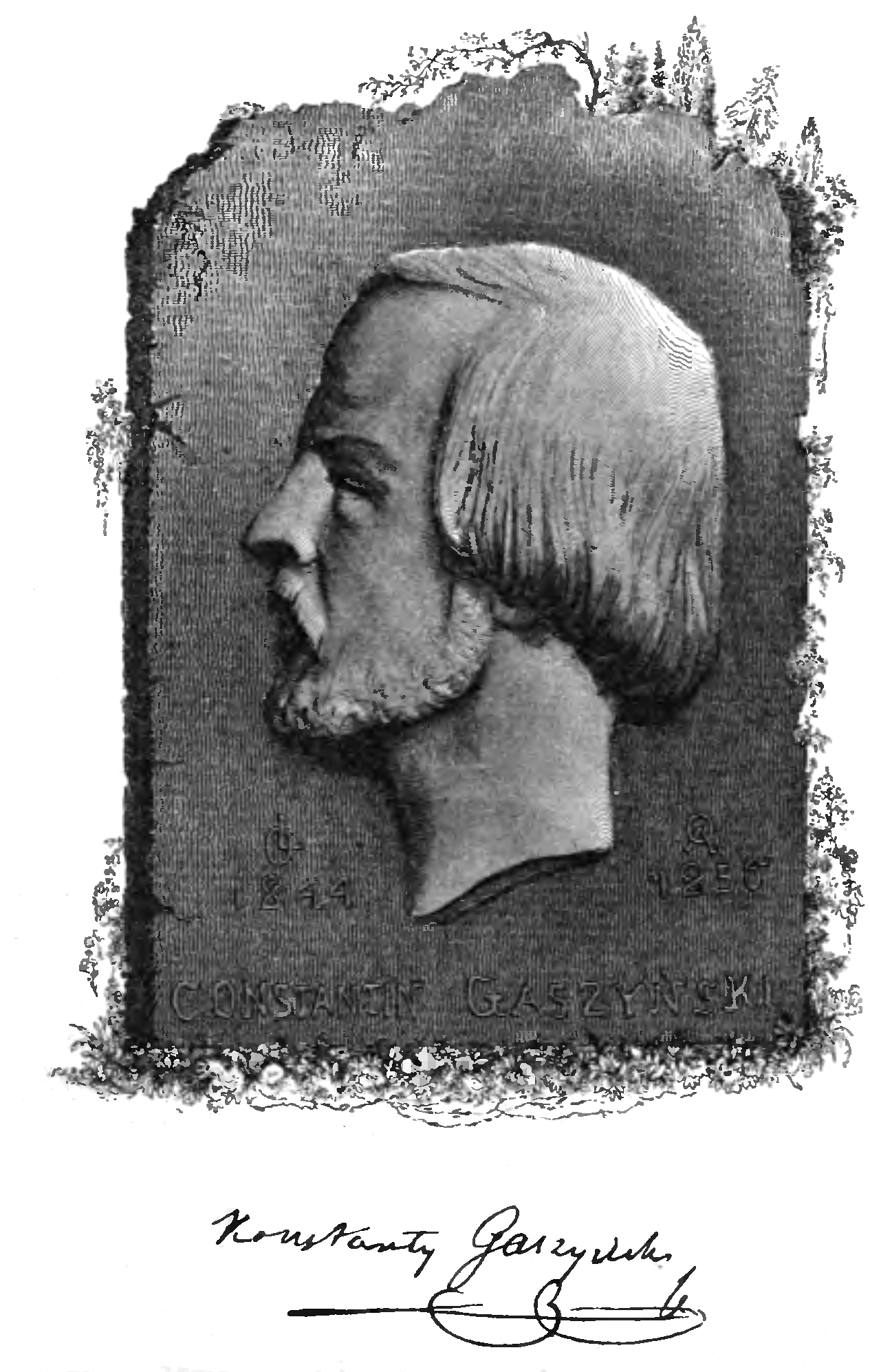
Konstanty Gaszyński.

Konstanty Gaszyński, född 10 mars 1809 i Jeziorna vid Grójec, död 8 oktober 1866 i Aix-en-Provence, var en polsk skald.
Gaszyński deltog i polska revolutionen 1831 och flydde sedermera till Frankrike. Som poet tillhörde han i början den klassiska stilriktningen, men övergick snart till visdiktning i folklig tonart. Hans första diktsamling, Pieśni pielgrzyma polskiego (Den polske pilgrimens sånger) utkom 1833; därpå följde Poczye (1844), Sielanka młodości (Ungdomsidyll, 1855), hans populäraste samling, Pro publico bono (1858) och Kilka pieśni dla kraju (Några sånger för fosterlandet, 1864).
Gaszyński översatte till franska åtskilliga dikter av ungdomsvännen Zygmunt Krasiński. Gaszyńskis samlade dikter (i urval) utkom i "Biblioteka pisarzy polskich" (Leipzig 1868, 1874).